# My Stars
Pour plus de détails, voir Fiche technique et Distribution.
My Stars est un film muet américain réalisé par Roscoe Arbuckle sous le pseudonyme de William Goodrich et sorti en 1926.

## Synopsis
Virginia ne rêve que de vedettes de cinema et Johnny n'a trouvé, pour attirer son attention et la séduire, que de se travestir comme ses vedettes favorites. Las, chaque fois une nouvelle star a pris place dans le cœur de la belle...

## Fiche technique
- Titre : My Stars
- Réalisation : Roscoe Arbuckle (sous le pseudonyme de William Goodrich)
- Scénario : Roscoe Arbuckle (sous le pseudonyme de William Goodrich)
- Producteur : Al Christie
- Société de production : Goodwill Productions
- distribution : Educational Film Exchanges
- Pays : américain
- Format : Noir et blanc - 1,37:1 - Format 35 mm
- Langue : film muet intertitres anglais
- Genre : Comédie
- Durée : deux bobines
- Date de sortie : 
  - États-Unis 17 janvier 1926

## Distribution
- Johnny Arthur : Johnny
- Florence Lee : la mère de Johnny
- Virginia Vance : Virginia
- George Davis : le majordome
- Glen Cavender : le jardinier

## Autour du film
Le film est un prétexte à mettre en valeur les talents d'imitateur de Johnny Arthur qui pastiche tour à tour Milton Sills, Douglas Fairbanks ou Harold Lloyd. Le premier est parodié par son costume de Cheik que Johnny improvise en un tour de main à l'aide d'un dessus de lit. Dans sa parodie de Douglas fairbanks en Robin des bois, ce sont les trucages cinématographiques qui lui permettent de prodigieux sauts pour camper l'athlétique vedette. Mais c'est avec Harold Lloyd qu'au final la comédie se retrouve dans son élément et que ce petit film peut inscrire ses gags les plus pertinents.

À noter le clin d'œil de Roscoe Arbuckle à son ami, lorsque Virginia s'extasie sur la photo dédicacée de Milton Sills, son majordome lui glisse : « Buster Keaton est mon préféré, mademoiselle. »